# 欧特伊
欧特伊（法語：Auteuil，法語發音：[otœj] ⓘ）是法国伊夫林省的一个市镇，属于朗布依埃区。

## 地理
欧特伊（48°50'26"N, 1°49'2"E）面积4.4 平方千米，位于法国法蘭西島大區伊夫林省，该省份为法国北部内陆省份，北起瓦兹河谷省，西接厄尔省，西南接厄尔-卢瓦省，东南接埃松省，东临上塞纳省。
与欧特伊接壤的市镇（或旧市镇、城区）包括：马克、欧图耶、布瓦西桑萨瓦尔、索马尔谢、维克。

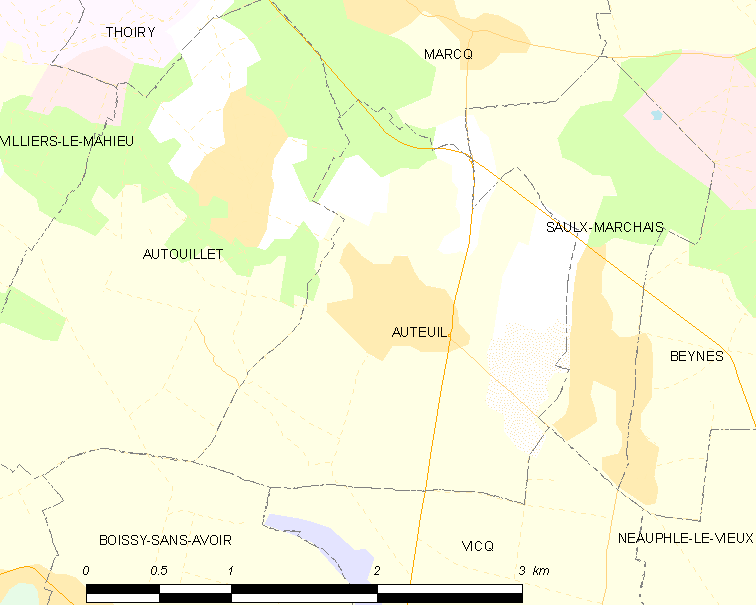
欧特伊的OSM定位图

欧特伊的时区为UTC+01:00、UTC+02:00（夏令时）。

## 行政
欧特伊的邮政编码为78770，INSEE市镇编码为78034。

## 政治
欧特伊所属的省级选区为欧贝让维尔县。

## 人口

1962-2008年间欧特伊人口变化图示

欧特伊于2022年1月1日时的人口数量为1005人。